# Microstachys daphnoides
Microstachys daphnoides là một loài thực vật có hoa trong họ Đại kích. Loài này được (Mart.) Müll.Arg. mô tả khoa học đầu tiên năm 1863.